# Ato Institucional n.º 10
O Ato Institucional Número Dez (AI-10) foi editado em 16 de maio de 1969 por Costa e Silva, apenas 20 dias após o AI-9, que dá uma ideia da desordem legal experimentada pela ditadura militar brasileira surgida em 1964. O ato anterior, de 25 de abril de 1969, estabeleceu regras rígidas para a aplicação da reforma agrária, um conceito revolucionário, mas com um tom profundamente conservador.

## Disposições legais
Nesse novo ato institucional, determinou-se que as cassações, suspensões de direitos políticos e demissões de funcionários públicos em decorrência de atos institucionais anteriores levariam à perda de todos os direitos ou funções na administração pública, direta ou indiretamente, bem como nas instituições de ensino e pesquisa ou em organizações consideradas de interesse nacional.
Na prática, isso significava que os funcionários públicos e os funcionários da administração pública, qualquer que fosse sua posição, não poderiam manifestar ou fazer declarações públicas contra a ditadura militar sob pena de demissão, além de perder seus direitos civis e políticos.
Em julho de 1969, mais de 500 pessoas foram demitidas de seus cargos, com penas que variam desde a demissão até a invasão de suas casas a qualquer hora do dia ou da noite. Funcionários do Congresso Nacional e assembleias estaduais e municipais foram sumariamente demitidos. Jornalistas, soldados, diplomatas, médicos, advogados e professores foram detidos sem motivos claros. Alguns sofreram prisão.